# Oblężenie Lwowa (1672)
Oblężenie Lwowa miało miejsce 20 września-6 października 1672 podczas wojny polsko-tureckiej 1672-1676.
Po upadku Kamieńca Podolskiego armia turecko-tatarsko-kozacka ruszyła w głąb Polski. Tatarzy oraz część oddziałów kozackich i tureckich wzięła udział w pustoszeniu kraju. Lwów 20 września obległa armia kozacka Piotra Doroszenki i armia turecka Kapłana-baszy (łącznie około 50 tys. żołnierzy). Garnizonem Lwowa liczącym 500 żołnierzy (oprócz mieszczan i chłopów) dowodził Eliasz Jan Łącki.
Oblegający Lwów Kozacy i Turcy natychmiast przystąpili do ostrzeliwania miasta z dział i prowadzenia prac minerskich, nie rezygnując przy tym ze szturmów. Po jednym z nich padł 27 września Wysoki Zamek, jednak następnego dnia obrońcy odzyskali stratę. Prowadzony konsekwentnie ostrzał artyleryjski doprowadził 29 września do powstania znacznego wyłomu w murach twierdzy.  Od 30 września przystąpiono do rozmów zakończonych układem z 6 października. Wojska oblegające w zamian za wysoki okup zgodziły się odstąpić od miasta.

## Bibliografia

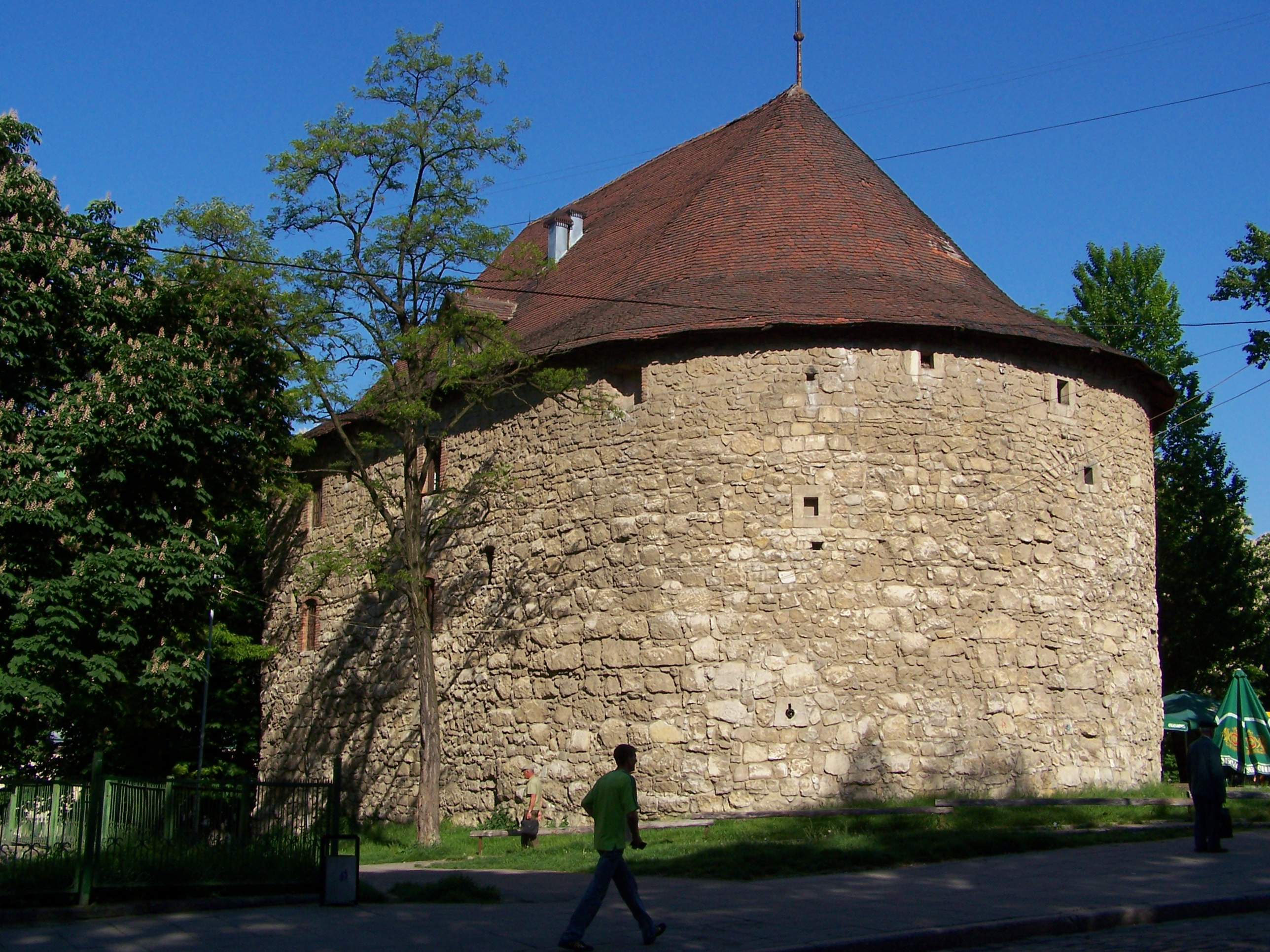
Baszta Prochowa z czasów oblężenia
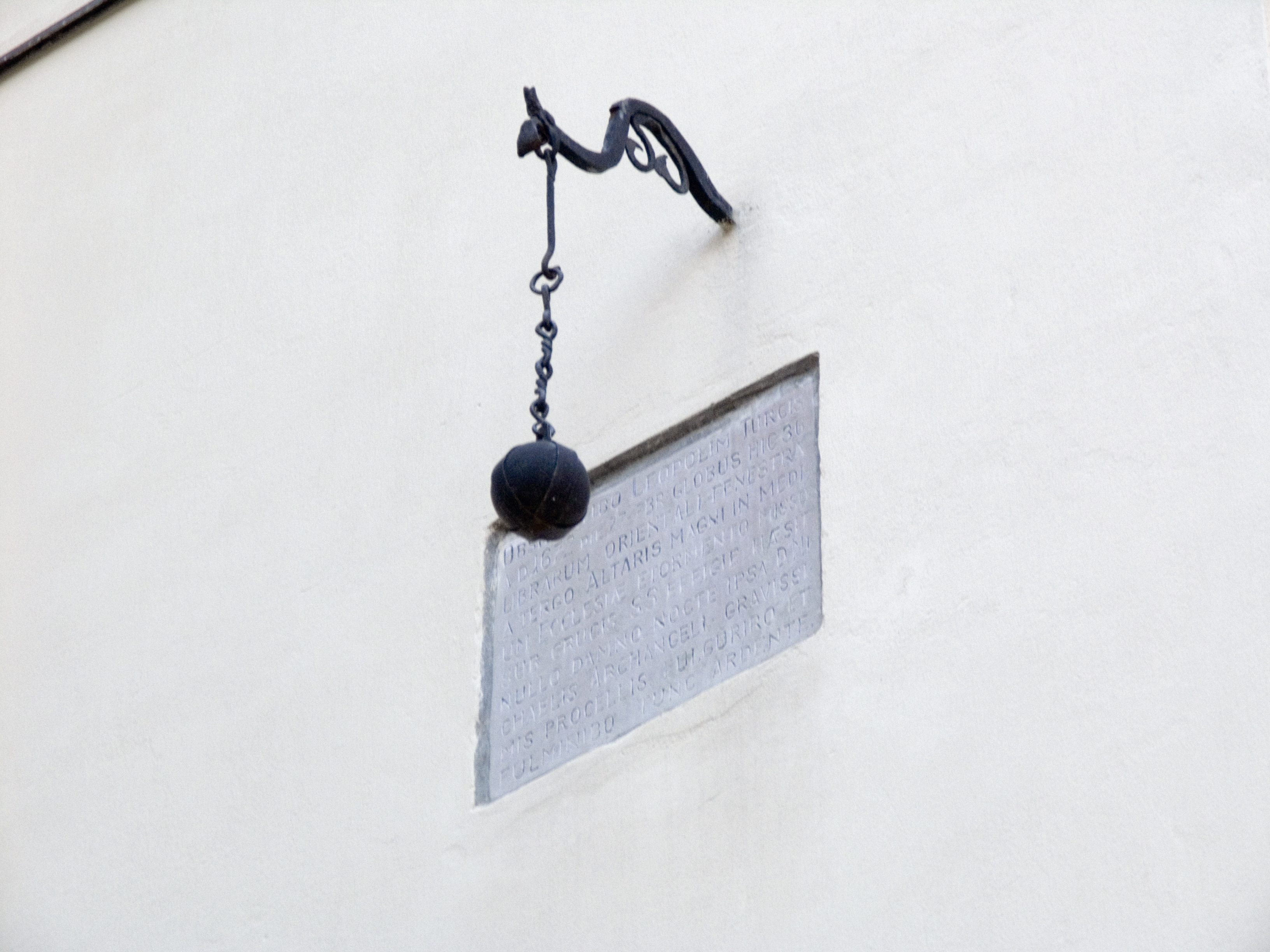
Katedra łacińska we Lwowie - kula turecka z czasów oblężenia w 1672 r.
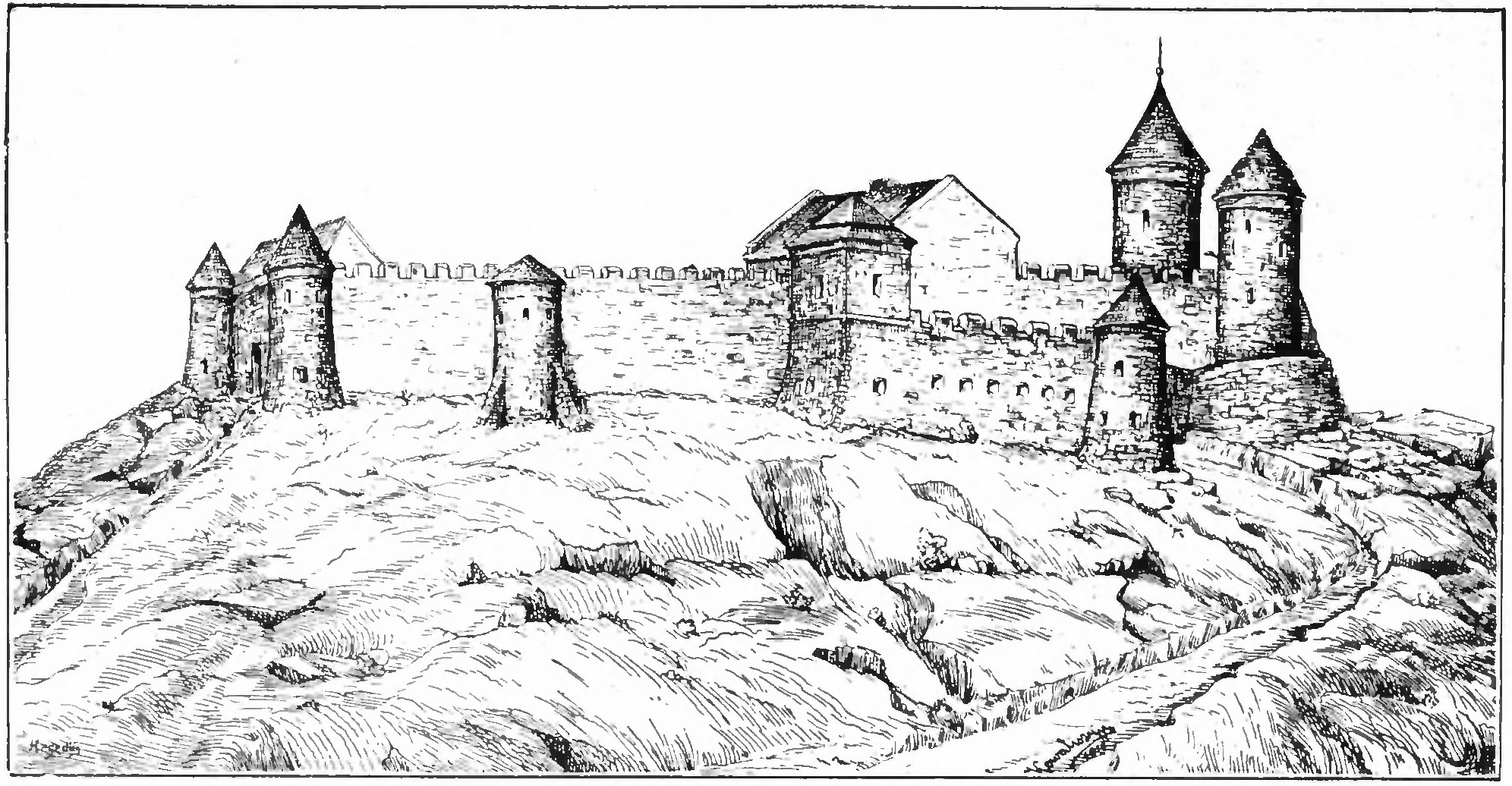
Wysoki Zamek we Lwowie
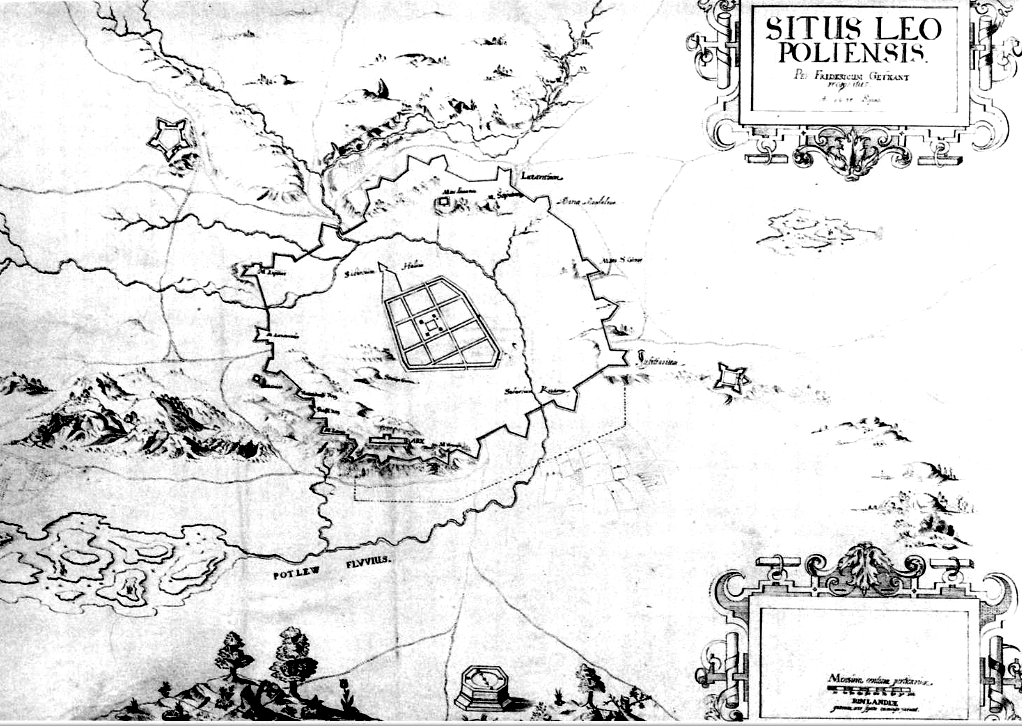
Plan fortyfikacji Lwowa z lat 30. XVII wieku